# بازی ویدئویی معمایی
بازی ویدئویی معمایی (به انگلیسی: Puzzle video game) سبکی در بازی‌های ویدئویی است، که تأکید بر حل پازل دارد. انواع مختلف معماها می‌تواند بسیاری از مهارت‌های چالش‌برانگیز را مورد آزمایش قرار دهد، که از آن‌ها می‌توان به منطق، الگوشناسی، حل توابع دنباله و تکمیل کلمات اشاره کرد. از بسیاری جهات، بازی‌های ویدئویی معمایی تفاوت چندانی با پازل‌های سنتی ندارند، و چیزی که این سبک معرفی می‌کند محیطی منحصر به فرد است که به راحتی نمی‌توان آن را پشت سر گذاشت. برای مثال در بازی همچون وتریکس، بازیکن قادر به ساخت یک سری دیوار خواهد بود که در زمان ریزش ،آب قادر به مهار سیل می‌شود و با انباشته شدن مقدار کافی آب موفق به اتمام مرحله خواهد شد.

## نگارخانه

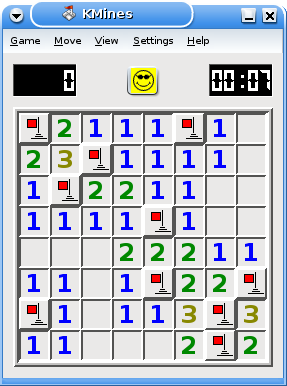
کشتی مین‌روب، یک بازی ویدئویی پازل محبوب.